# Iniya
Shruti Sawant (Thiruvananthapuram, Kerala; 22 de enero de 1991), más conocida como Iniya, es una actriz india que ha aparecido predominantemente en películas en tamil y malabar.

## Carrera
Iniya actuó en varias series de televisión, cortometrajes y películas para televisión en malabar como artista infantil. Mientras cursaba cuarto grado actuó en la película Koottilekku, que fue seguida por apariciones en las series Orma y Sree Guruvayoorappan de Vayalar Madhavan Kutty. A partir de 2005 se desempeñó en el modelaje y apareció en varios anuncios de televisión, así como en varias películas incluyendo a Saira (2006), dirigida por el Dr. Biju, Dalamarmarangal (2009) y Umma (2011), ambas dirigidas por Vijayakrishnan. Interpretó un papel protagónico en el cortometraje de Rajesh Touchriver The Sacred Face, que se centra en el abuso infantil.
En 2010 protagonizó una película en tamil llamada Padagasalai. A continuación interpretó un papel secundario en el thriller de misterio Yuddham Sei. Encaró a una estudiante de medicina y el interés amoroso del héroe en la película Mouna Guru, coprotagonizada junto a Arulnidhi. El director Bharathiraja la contrató para su película Annakodiyum Kodiveeranum, quedando impresionado con su actuación en Vaagai Sooda Vaa, pero después de que se cambiara el guion, su papel fue eliminado de la película. Desde 2015 en adelante, la actriz ha participado en casi una veintena de producciones en tamil y malabar.